# Kreuzkirche (Wilhelmshaven)

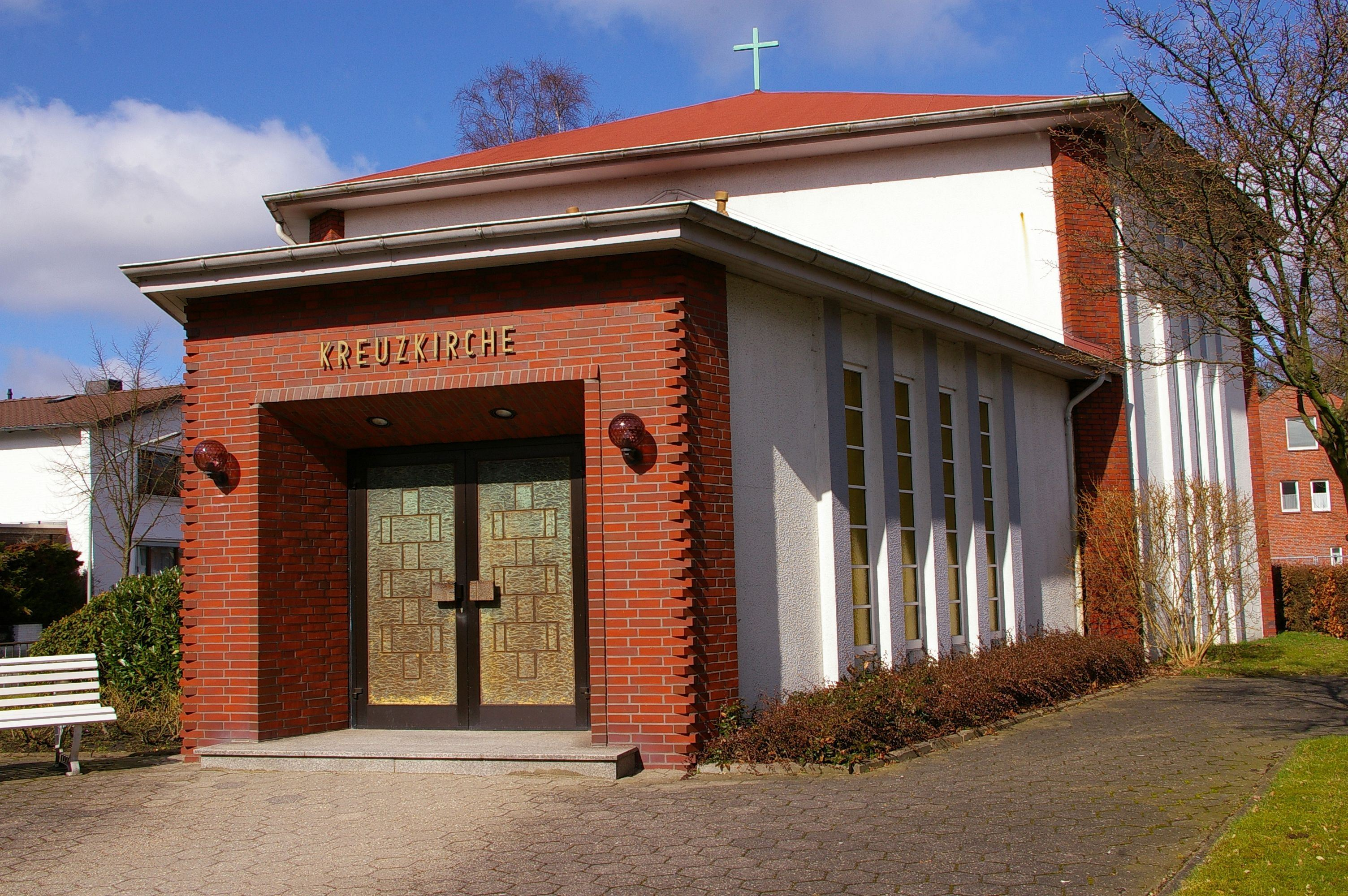
Kreuzkirche der Evangelisch-Freikirchlichen Gemeinde (Baptisten) Wilhelmshaven

Die Kreuzkirche ist das Gotteshaus der Evangelisch-Freikirchlichen Gemeinde (Baptisten) Wilhelmshaven. Sie befindet sich an der Schulstraße 13 und wurde am 22. Mai 1955 eingeweiht. Im Entwurf ist sie das Werk des freikirchlichen Architekten Siegfried Brauer, der für den baptistischen Kirchenbau der 1950er und 1960er Jahre eine besondere Bedeutung hatte. Sogenannte Brauer-Kapellen mit ihren typischen Stilelementen finden sich an vielen Orten Westdeutschlands. Häufig waren sie Ersatz für im Zweiten Weltkrieg zerstörte Kirchengebäude. Auch die erste Wilhelmshavener Baptistenkirche, die an der Ostfriesenstraße 70 stand, war am 15. Oktober 1944 einem Bombentreffer zum Opfer gefallen.

## Baubeschreibung
Die Kreuzkirche besitzt einen sechseckigen Grundriss. Zum Kirchsaal, der im Obergeschoss liegt, führte ursprünglich eine Freitreppe, die aber im Zuge einer Erweiterung in einen Vorbau integriert wurde. Für den Lichteinfall im Unter- und Obergeschoss sorgt eine Reihe schmaler Fenster, die in die Seitenwänden eingelassen wurden und jeweils vom Boden bis zur Decke reichen. An der Stirnwand des Saales befindet sich das Baptisterium, davor der Abendmahlstisch und auf rechten Seite die Kanzel. Tisch und Kanzel sind aus hellem Holz gefertigt. Der Saaleingang ist mit einer großzügigen Empore überbaut, auf der sich eine Alfred-Führer-Orgel befindet. Als Sitzgelegenheit dienen Kirchenbänke, die rechts und links eines Mittelganges aufgestellt und – bedingt durch den sechseckigen Grundriss – von unterschiedlicher Länge sind.
Im Untergeschoss befinden sich verschiedene Gruppenräume, die durch ein besonderes Schiebetürsystem auch zu einem großen Raum vereinigt werden können. Auch eine Küche sowie Sanitäranlagen haben ihren Platz unter dem Kirchsaal gefunden. Auch die frühere dort befindliche Kastellanswohnung steht heute der Gruppenarbeit zur Verfügung. Das Pastorat mit Gemeindebüro liegt auf einem an das Kirchenareal angrenzenden Grundstück.

## Brandanschlag 1977
Am 12. September 1977 verübten zwei Angehörige des Kommunistischen Bundes Westdeutschland einen Brandanschlag auf die Kreuzkirche, der bundesweit für Schlagzeilen sorgte. Bei diesem Anschlag war im Kirchsaal ein Feuer entzündet worden, das zwar Teile der Inneneinrichtung zerstörte, dann aber von selbst erlosch. Die Kirchenwände hatte man mit Parolen der Rote-Armee-Fraktion beschmiert. Auch waren das Abendmahlsgeschirr und ein Teil der  Übertragungstechnik entwendet worden. Nur wenige Tage später konnten die Täter durch die Polizei ermittelt werden.
Im Zuge der durch den Brandanschlag notwendig gewordenen Renovierungsmaßnahmen wurde die Kreuzkirche um einen Vorbau erweitert. In ihm befindet sich ein Foyer und der Treppenaufgang zum Kirchsaal.

## Versammlungsorte vor 1955
Die Wilhelmshavener Baptisten trafen sich in den 70er Jahren des 19. Jahrhunderts zu ihren Gottesdiensten zunächst in Privatwohnungen. Die meisten dieser Wohnungen befanden sich rund um das Werftgelände an der Göker- beziehungsweise Ostfriesenstraße. Bei größeren Veranstaltungen wurden entsprechende Räumlichkeiten gemietet. 1875 diente eine zum Saal umgebaute Scheune an der Marktstraße als Versammlungsraum. Er lag auf dem Hinterhof der Gaststätte Elsässer Hof. Zwei Jahre später traf sich die auf 50 Mitglieder angewachsene Gemeinde in einem größeren Privathaus in Neu-Heppens. Ein weiterer Umzug erfolgte 1882. Diesmal war es das Wohnhaus Sahnwald an der Ostfriesenstraße 30, das zum Domizil der Baptisten wurde.
1886 wurde die Baptistengemeinde der Jadestadt, die bislang ein Zweig der Vareler Gemeinde war, selbständig und fasste den Beschluss, an der Ostfriesenstraße 70 (heute: Bremer Straße 24) ein eigenes Gotteshaus zu errichten. Mit finanzieller Unterstützung durch andere – darunter auch amerikanische – Gemeinden konnte am 17. November 1889 ein eigenes Kirchengebäude mit etwa 200 Sitzplätzen seiner Bestimmung übergeben werden. Sie war das erste zivile Kirchengebäude Wilhelmshavens und dem Zeitgeist entsprechend im neugotischen Stil errichtet. In einem besonderen Anbau waren Gemeinschaftsräume und die Pastorenwohnung untergebracht. Über dem Haupteingang befand sich die Aufschrift: Kapelle der Baptisten=Gemeinde (ab 1938: Baptistenkirche. Erbaut 1888). Die Wilhelmshavener Zeitung vom 22. November 1889 kommentierte den Neubau unter anderem mit den Worten „Das Gotteshaus wurde als ein schöner, den örtlichen und Zeit=Verhältnissen in allen Theilen angepaßter Bau allseitig anerkannt.“
Nachdem das Gotteshaus 1944 bei einem Bombenangriff auf die Stadt Wilhelmshaven vollständig zerstört worden war, hielten die Baptisten zunächst ihre gottesdienstlichen Versammlungen in der Helene-Lange-Schule an der Virchowstraße ab. Am 18. November konnte die Gemeinde eine Baracke als Notkirche auf dem hinteren Grundstück der zerstörten Kirche errichten. Sie diente bis zum Neubau der Kreuzkirche im Jahr 1955 als Versammlungsraum.

## Geschichte der Gemeinde
Die Anfänge der Wilhelmshavener Baptistengemeinde reichen in die 1850er Jahre zurück. Zu den ersten Baptisten der Jadestadt gehörte das aus Ludwigslust stammende Ehepaar Transchel mit ihren beiden Töchtern. Familie Transchel hatte ihre mecklenburgische Heimat verlassen, um dem Druck der landeskirchlichen Behörden auszuweichen und ihren Glaubensüberzeugungen gemäß zu leben. Dass sie nicht wie viele andere Baptisten Mecklenburgs nach Amerika auswanderten, lag an einem Aufruf, den sie eines Tages lasen. Durch sie suchte das Königlich-preußische Kriegsministerium „Arbeiter für den Preußischen Kriegshafen an der Jahde“. Das im Bau befindliche Hafengebiet war am 20. Juli 1853 per Vertrag vom Großherzogtum Oldenburg an Preußen abgetreten worden. Von Johann Gerhard Oncken, dem Begründer der deutschen Baptisten, erfuhren sie, dass im Bereich des oldenburgischen Großherzogtums „die Baptisten-Gemeinden dort mehr Freiheit [genießen], wie in irgend einem anderen Theile Deutschlands“. So kamen sie nach Heppens, heute ein Stadtteil Wilhelmshavens. Der Ehemann Johann Transchel, der bereits in Mecklenburg als baptistischer Missionsgehülfe gewirkt hatte, fand als Bureau-Diener Anstellung beim Preußischen Hafenamt und begann sofort nach seiner Ankunft mit einer intensiven Missionsarbeit unter Bauarbeitern. Im Protocollbuch der Baptistengemeinde in Jever findet sich folgender Eintrag: „... auch aus Heppens konnte er [Transchel] Erfreuliches mittheilen, denn es sind mehrere, die das Wort Gottes gerne hören“. Ein knappes halbes Jahr später inspizierte der Jeveraner Gemeindeälteste Anton Friedrich Remmers die Heppenser Missionsarbeit und berichtete anschließend von vielen Tractaten, die dort durch Johann Tranchel verteilt worden und „meistentheils dankbar angenommen worden seien“. Inzwischen kümmerte sich auch Prediger Haese aus Varel um den Heppenser Kreis und sorgte für eine Anbindung der dortigen Missionsarbeit an die Vareler Baptistengemeinde. 1866 vollzog er die erste Gläubigentaufe an einem Heppenser Bürger. Der Kreis wuchs, sodass fünf Jahre später den Status einer Station Baptistengemeinde Varel erhielt. 1873 erfolgte die Gründung einer Sonntagsschule und 1882 konnte für Wilhelmshaven der Kolporteur Borchert angestellt werden.
Ihre Selbständigkeit erhielten die Wilhelmshavener Baptisten am 14. Juni 1886. Nur drei Jahre später errichtete die Gemeinde ein eigenes Gotteshaus. Erster Pastor der Gemeinde wurde der aus Beuthen (Oberschlesien) stammende Paul Winderlich. Nach der Zerstörung der Kapelle 1944 errichtete die Gemeinde eine Notkirche, die 1955 durch die Kreuzkirche ersetzt wurde. Ab 1946 besaß die Baptistengemeinde Wilhelmshaven eine Station in Fedderwardergroden. Die Gottesdienste fanden dort in einem umgebauten Bauernhof statt. 1977 wurde diese Stationsarbeit aufgegeben.